# 甘肃省
甘肃省，通称甘肃（普通话发音ⓘ），简称甘或陇，是中华人民共和国省份，位於中国西北地区、黄河上游，省会为兰州市，面积45万平方公里，排名第7。“甘肃”因甘州（今张掖）与肃州（今酒泉）而得名。

## 历史
甘肃为华夏文明的发祥地，天水的伏羲文化历史久远，被称为伏羲故里。武威的凉州文化源远流长，被称为凉国故地。在甘肃秦安县发现的“大地湾文化遗址”被认为可能和上古时代的伏羲有关。陇东地区的庆阳一带是周人发祥地。礼县大堡子山有早期秦公大墓，秦人发祥地“西犬丘”就在礼县一带。甘肃在春秋时代东南部属于秦国，西部属于西戎，公元前688年在现在天水一带秦国设置了邽县，前280年设置陇西、北地二郡。
汉代由于张骞通西域，河西走廊成为“丝绸之路”的必经要道，以及许多新的城镇兴起，汉武帝在现在甘肃一带将黄河以西分置四郡，黄河以东置五郡，统归凉州管辖。
十六国时代有7个国家在甘肃境内建都，前凉、后凉、南凉、北凉、大凉、浑末、六谷。南北朝时代属北魏，当时佛教从西域传入，在甘肃境内大兴石窟，目前最重要的有凉州石窟，敦煌石窟（莫高窟千佛洞）、麦积山石窟、炳灵寺石窟等。
唐代重视通向西域的交通要道甘肃一带的作用，将其分置河西道、关内道、陇右道和山南道，共辖22州，其中河西道，治所凉州，为西北第一节度使驻地。安史之乱之后，甘肃倍受战乱，异族侵入，宋代时归属西夏。西夏將唐代的甘、肅兩州的首字合併，设置“甘肃军”，从此正式称为甘肃。成吉思汗大军进攻西夏时，死于甘肃。
1261年，忽必烈在甘肅立西夏中興行省，治中興府。直至1286年，並正式改名為甘肃行中书省。至清康熙二年，分陕西省西部為鞏昌省，五年改稱甘肅省，管辖整个西域。1884年慈禧太后主政时将新疆单独划出。1929年，中华民国政府将青海、宁夏单独置省。甘肃维持目前的省境。1963年西北各省最后划定省界。

中華民國時期的甘肅省
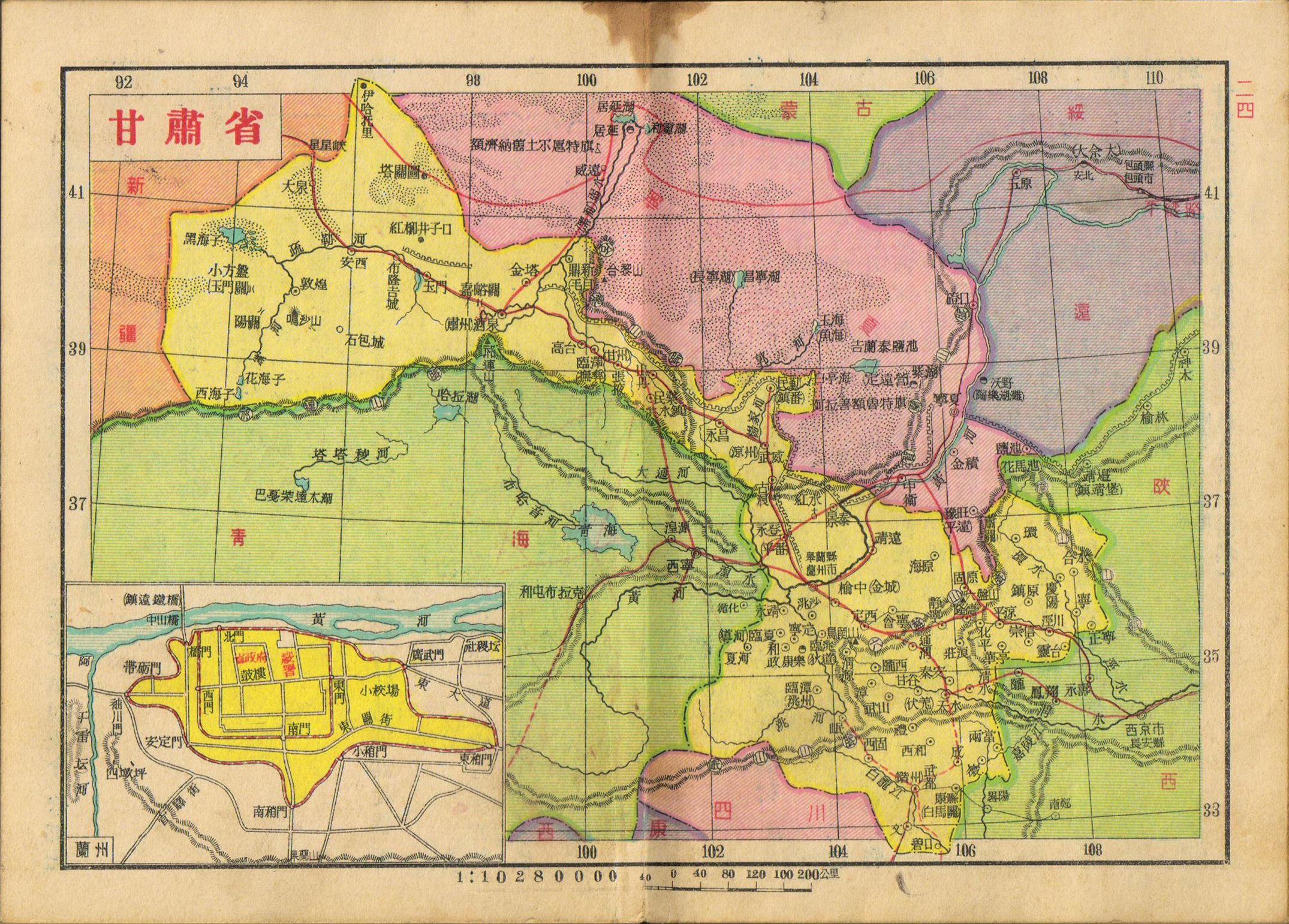
亞新地學社1936年《袖珍中華全圖》的甘肅省地圖
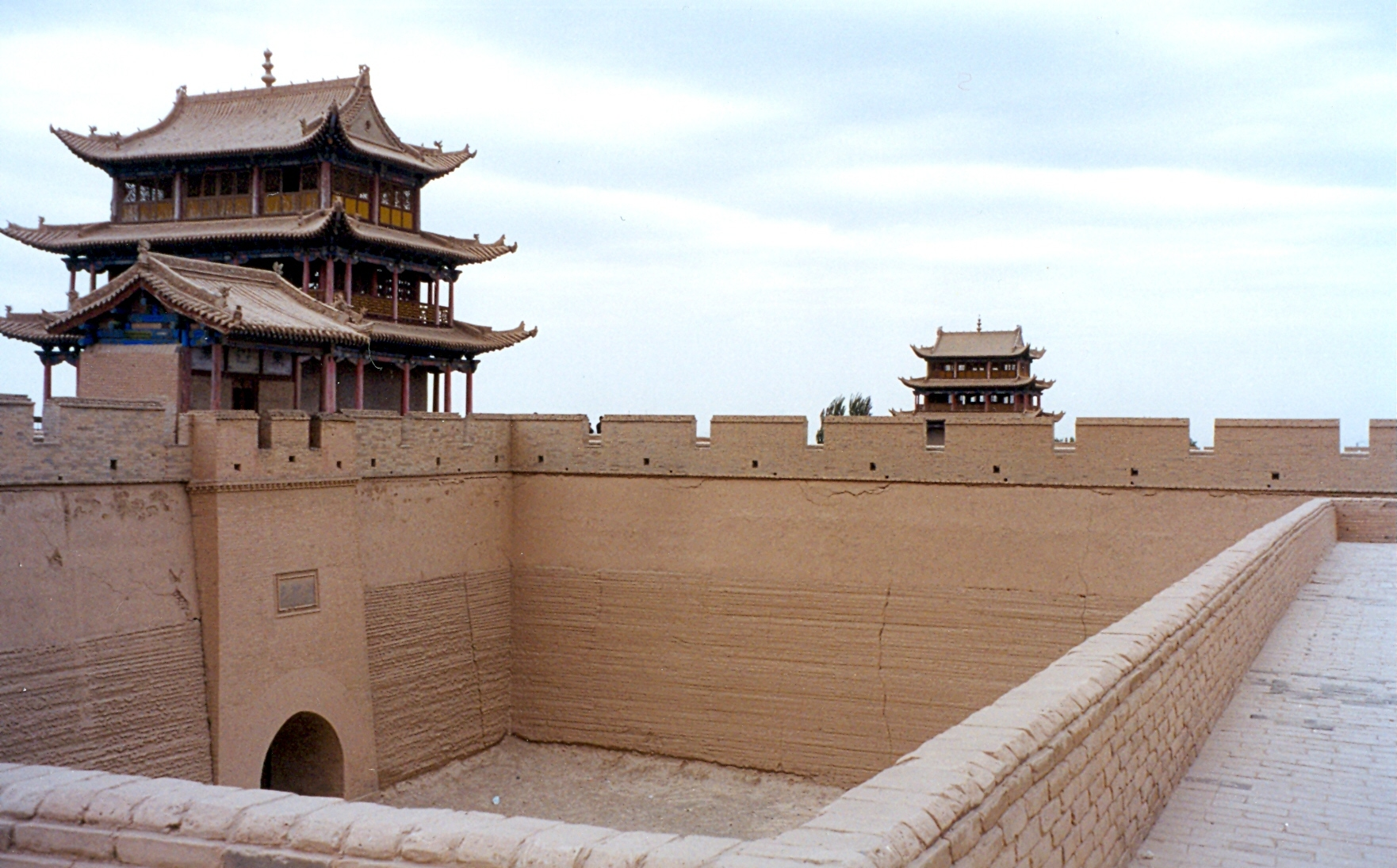
嘉峪關
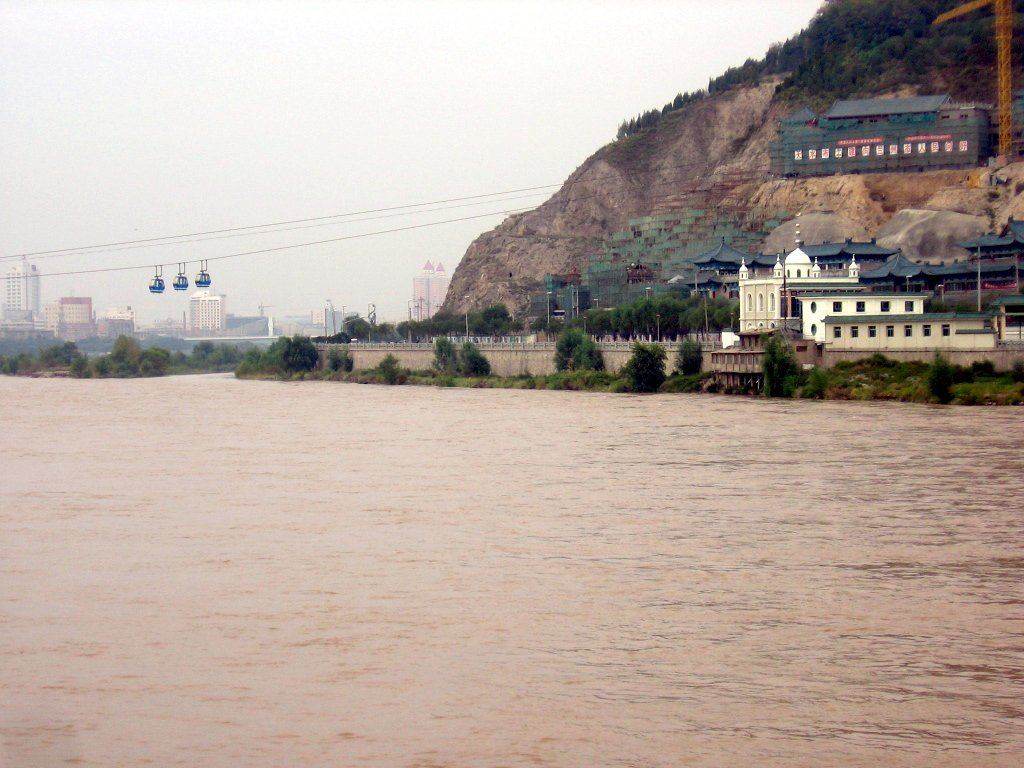
黄河甘肃兰州

## 地理

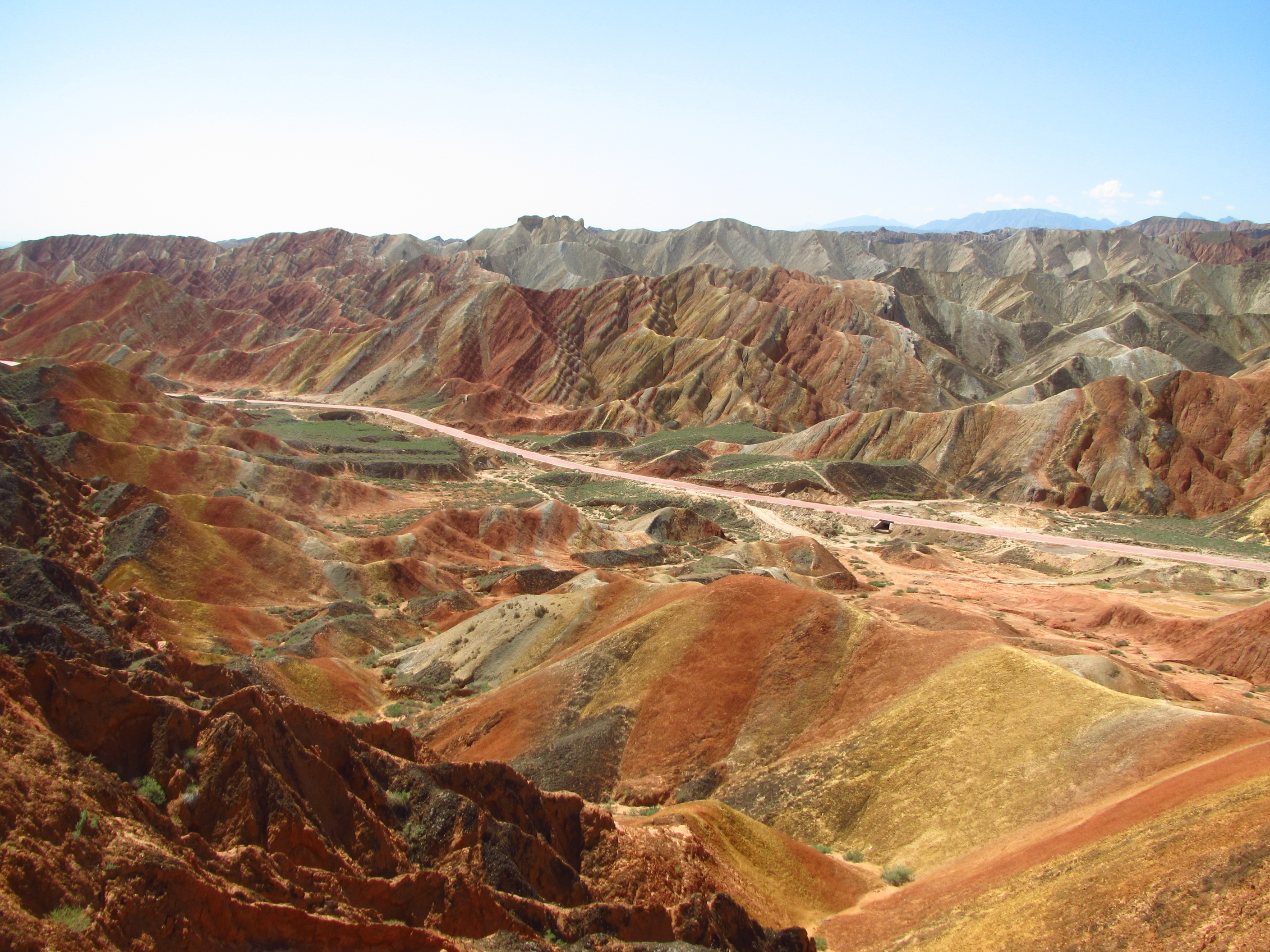
张掖丹霞国家地质公园

- 接邻省区：陕西、青海、四川、宁夏、内蒙古、新疆

甘肃处于中国地理的中心，轮廓是细长形的，位于青藏、内蒙古
、黄土三大高原交汇处，其西北一端与蒙古国接壤。
东部是起伏较大的黄土高原，海拔1500－2000米，黄河及其支流渭河、洮河等流贯，水力资源丰富，秦岭以南为白龙江流域，气候温湿，植物茂密，年降水量500毫米左右；西部乌鞘岭以西，分別為南、北兩山對峙所形成的河西走廊，南山以祁连山為主，山勢高大，多在三、四千公尺以上，北山則較為低矮，主要有龙首山、合黎山等，區域內的河川是內陸水系，多半是由南往北流，有疏勒河及弱水等，其中以弱水流域面積最大，气候干燥，年降水量150毫米左右，以半荒漠和荒漠为主，由于祁连山融雪灌溉，在山麓形成沖積扇，走廊中有河流的地方形成相连的绿洲，是甘肃的粮仓，外面则是山地和沙漠。
六盘山以西植被稀少，以东降水丰富，植被繁茂。西南角和青藏高原接壤，是高山草原，水草丰美的天然牧场。

### 四至
| 方位 | 地点                               | 坐标                                            |
| ---- | ---------------------------------- | ----------------------------------------------- |
| 北   | 酒泉市肃北蒙古族自治县马鬃山镇     | 42°47′41″N 97°10′18″E / 42.79460°N 97.17160°E   |
| 东   | 庆阳市合水县太白镇                 | 36°08′28″N 108°42′38″E / 36.14118°N 108.71053°E |
| 南   | 陇南市文县                         | 32°35′56″N 105°06′43″E / 32.59890°N 105.11200°E |
| 西   | 酒泉市阿克塞哈萨克族自治县阿克旗乡 | 39°14′15″N 92°20′20″E / 39.23740°N 92.33890°E   |

## 行政区划
甘肃省现辖12个地级市、2个自治州，下设17个市辖区、5个县级市、57个县、7个自治县。
- 地级市：兰州市、嘉峪关市、金昌市、白银市、天水市、武威市、张掖市、平凉市、酒泉市、庆阳市、定西市、陇南市
- 自治州：临夏回族自治州、甘南藏族自治州

| 甘肃省行政区划图 | 甘肃省行政区划图 | 甘肃省行政区划图        | 甘肃省行政区划图  | 甘肃省行政区划图        | 甘肃省行政区划图 | 甘肃省行政区划图 | 甘肃省行政区划图 | 甘肃省行政区划图 | 甘肃省行政区划图 |
| --- | ---------------- | ----------------------- | ----------------- | ----------------------- | ---------------- | ---------------- | ---------------- | ---------------- | ---------------- |
| 兰州市 ↗ 嘉峪关市 金昌市 白银市 天水市 武威市 张掖市 平凉市 酒泉市 庆阳市 定西市 陇南市 ↘ 临夏回族 · 自治州 甘南藏族 · 自治州 |                  |                         |                   |                         |                  |                  |                  |                  |                  |
| 区划代码 | 区划名称         | 汉语拼音                | 面积 （平方公里） | 常住人口 （2020年普查） | 政府驻地         | 县级行政区划     | 县级行政区划     | 县级行政区划     | 县级行政区划     |
| 区划代码 | 区划名称         | 汉语拼音                | 面积 （平方公里） | 常住人口 （2020年普查） | 政府驻地         | 市辖区           | 县级市           | 县               | 自治县           |
| 620000 | 甘肃省           | Gānsù Shěng             | 425,888.93        | 25,019,831              | 兰州市           | 17               | 5                | 57               | 7                |
| — 地级市 — |                  |                         |                   |                         |                  |                  |                  |                  |                  |
| 620100 | 兰州市           | Lánzhōu Shì             | 13,192.31         | 4,359,446               | 城关区           | 5                |                  | 3                |                  |
| 620200 | 嘉峪关市         | Jiāyùguān Shì           | 1,224.17          | 312,663                 | 雄关街道         |                  |                  |                  |                  |
| 620300 | 金昌市           | Jīnchāng Shì            | 7,548.98          | 438,026                 | 金川区           | 1                |                  | 1                |                  |
| 620400 | 白银市           | Báiyín Shì              | 20,098.54         | 1,512,110               | 白银区           | 2                |                  | 3                |                  |
| 620500 | 天水市           | Tiānshuǐ Shì            | 14,277.20         | 2,984,659               | 秦州区           | 2                |                  | 4                | 1                |
| 620600 | 武威市           | Wǔwēi Shì               | 32,347.09         | 1,464,955               | 凉州区           | 1                |                  | 2                | 1                |
| 620700 | 张掖市           | Zhāngyè Shì             | 38,592.06         | 1,131,016               | 甘州区           | 1                |                  | 4                | 1                |
| 620800 | 平凉市           | Píngliàng Shì           | 11,171.15         | 1,848,607               | 崆峒区           | 1                | 1                | 5                |                  |
| 620900 | 酒泉市           | Jiǔquán Shì             | 168,080.24        | 1,055,706               | 肃州区           | 1                | 2                | 2                | 2                |
| 621000 | 庆阳市           | Qìngyáng Shì            | 27,117.27         | 2,179,716               | 西峰区           | 1                |                  | 7                |                  |
| 621100 | 定西市           | Dìngxī Shì              | 19,609.24         | 2,524,097               | 安定区           | 1                |                  | 6                |                  |
| 621200 | 陇南市           | Lǒngnán Shì             | 27,838.66         | 2,407,272               | 武都区           | 1                |                  | 8                |                  |
| — 自治州 — |                  |                         |                   |                         |                  |                  |                  |                  |                  |
| 622900 | 临夏回族自治州   | Línxià Huízú Zìzhìzhōu  | 8,198.46          | 2,109,750               | 临夏市           |                  | 1                | 5                | 2                |
| 623000 | 甘南藏族自治州   | Gānnán Zāngzú Zìzhìzhōu | 36,593.55         | 691,808                 | 合作市           |                  | 1                | 7                |                  |

## 民族和人口
2022年末，全省常住人口2492.42万人，比上年末增加2.40万人。其中，城镇人口1350.64万人，占常住人口比重（常住人口城镇化率）为54.19%。
根据第七次全国人口普查数据，甘肃省有人口25,019,831人，与2010年相比，年平均增长率为-0.22%，居住在城镇的人口为13,067,332人，占52.23%；居住在乡村的人口为11,952,499人，占47.77%。
甘肃历史上就是以漢族為主，多民族混合的地方。自古甘肅就有眾多民族雜居。少数民族总数为223万人，占总人口的8.69％。人数较多的少数民族依次是：回族118万、东乡族45万、藏族44万、土族3万、满族1.7万、蒙古族1.6万、保安族1.5万、裕固族1.3万、撒拉族1.2万。
甘肃现有2个自治州：临夏回族自治州和甘南藏族自治州；7个自治县：阿克塞哈萨克族自治县、肃北蒙古族自治县、肃南裕固族自治县、天祝藏族自治县、张家川回族自治县、东乡族自治县、积石山保安族东乡族撒拉族自治县。

## 经济

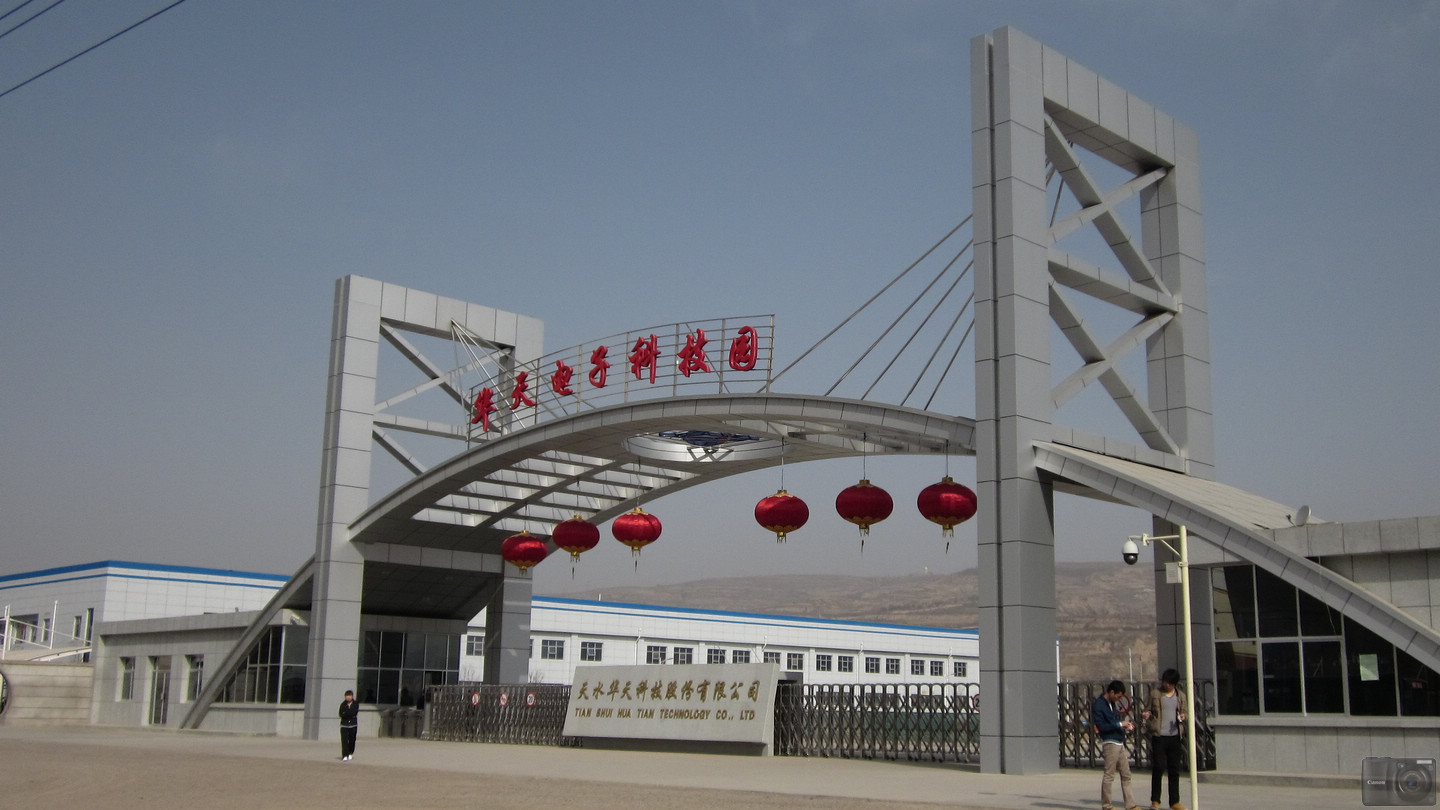
华天电子科技园

2021年甘肃省全省GDP突破了1万亿水平，达10243.3亿元人民币，2022年甘肃省全省GDP为11201.6亿元。但甘肃经济总体发展在中国大陆各省市中较为落后，人均GDP常年排名倒数第一。甘肃人均GDP最高的州市（金昌市，2022年数据为118750元）相比最低的州市（临夏州，2022年数据为19274元）高出约6.16倍，发展差距相对较大。
2020年全省粮食产量1,202.2万吨，主要作物为玉米，小麦，薯类等。甘肃全省没有副省级市，经济特区，自贸试验区，却有一个国家级新区兰州新区，甘肃经济以发展石油化工，清洁能源，新材料，有色金属加工，装备制造等行业为主。因甘肃的自然地理条件，甘肃在风力，水电，太阳能，地热能等清洁能源产业拥有相当好的发展优势，甘肃酒泉市是中国主要风电生产基地。因此甘肃也是中国“西电东送”项目的电力主要输出地之一。甘肃的芯片生产行业相当发达，是中国大陆的第二大芯片生产省份。甘肃还是中欧铁路的重要交通节点，是中欧班列的发车地之一。如今甘肃举全省之力，迫切希望做大做强省会兰州，建立新的经济增长引擎——尤其是兰州新区，更是被寄予厚望。但到目前为止，兰州总人口仍只有436万，仅为全省的六分之一，2020年经济总量不到3,000亿。

### 概况

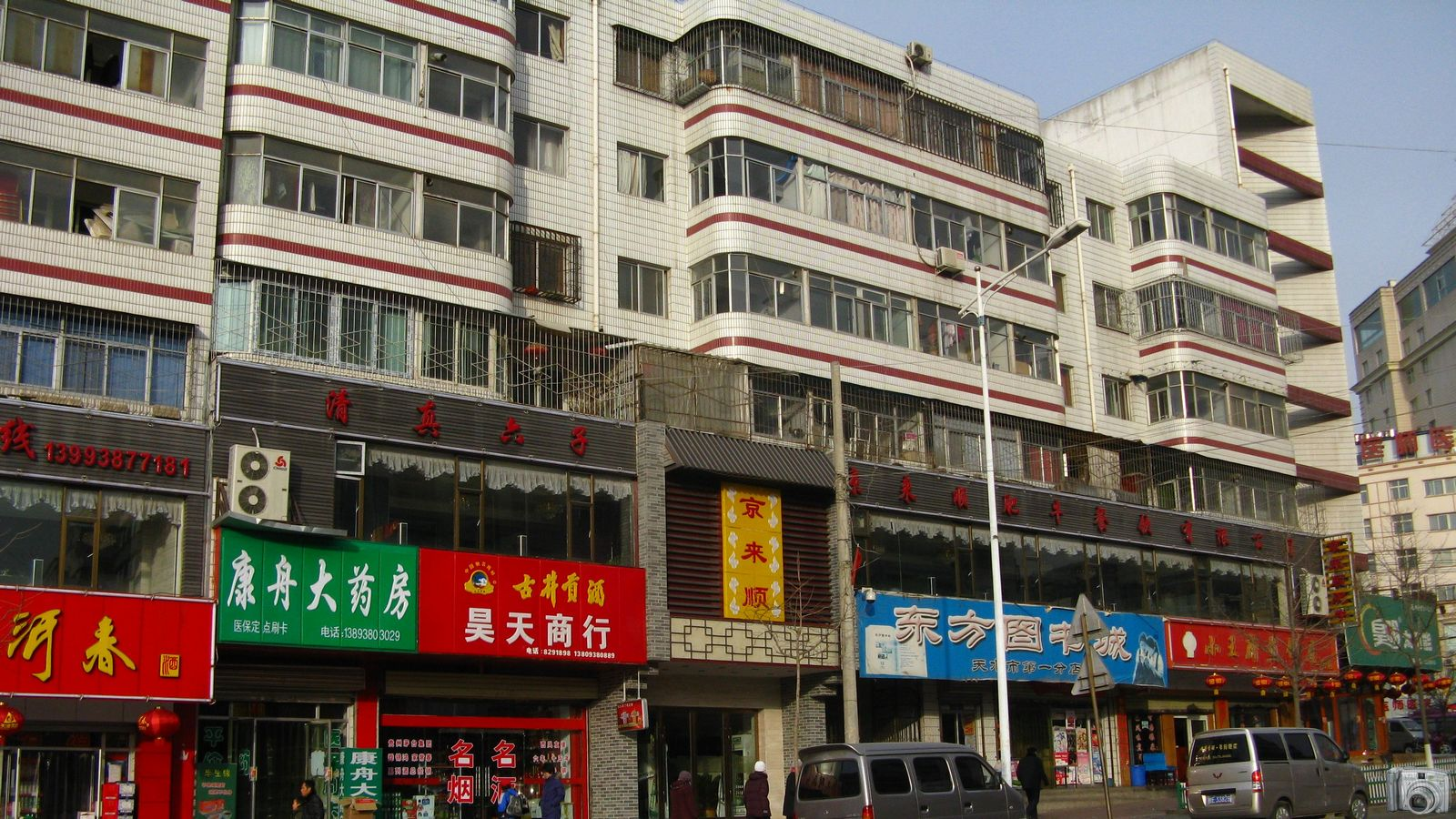
天水市

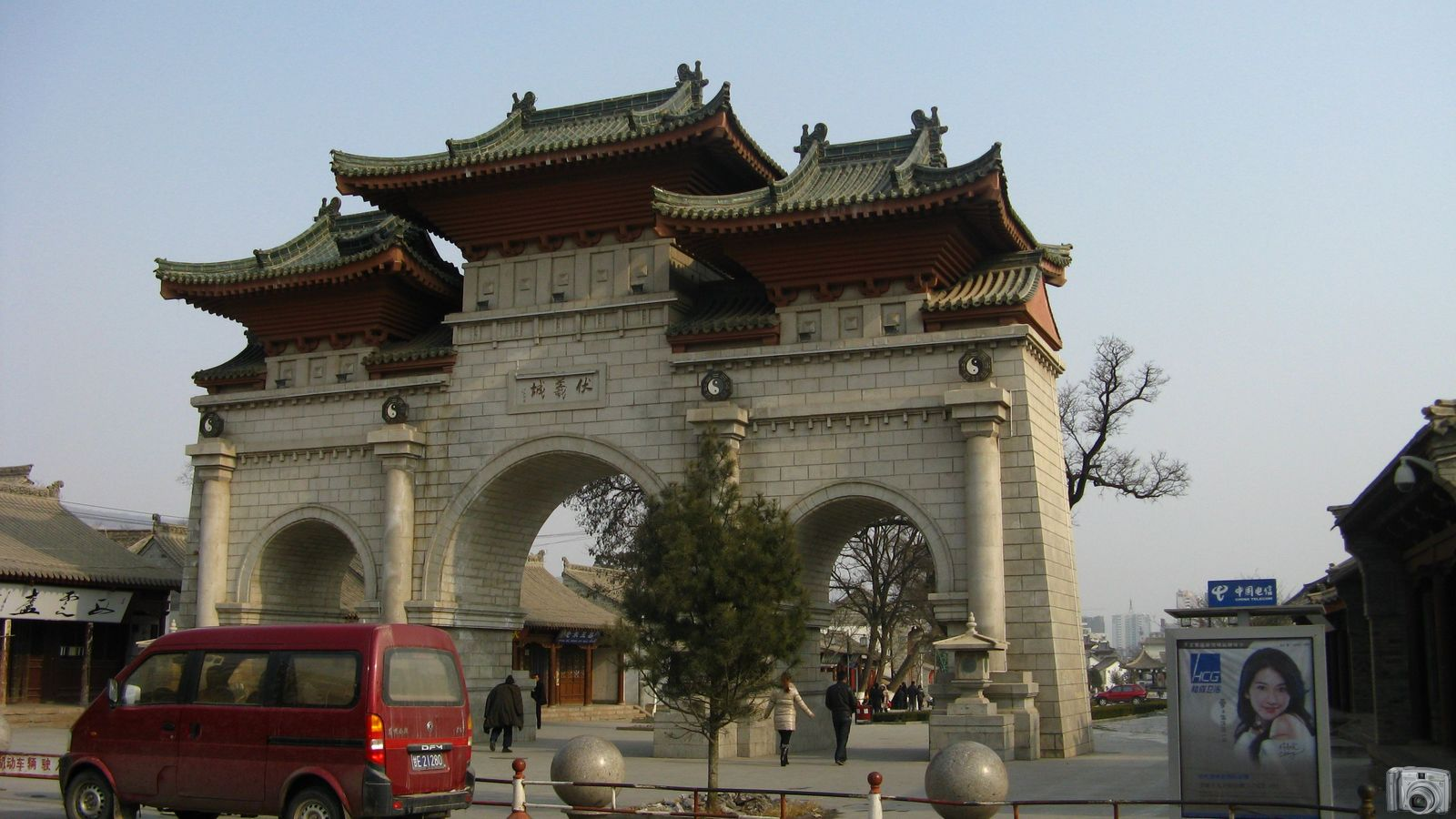
伏羲城

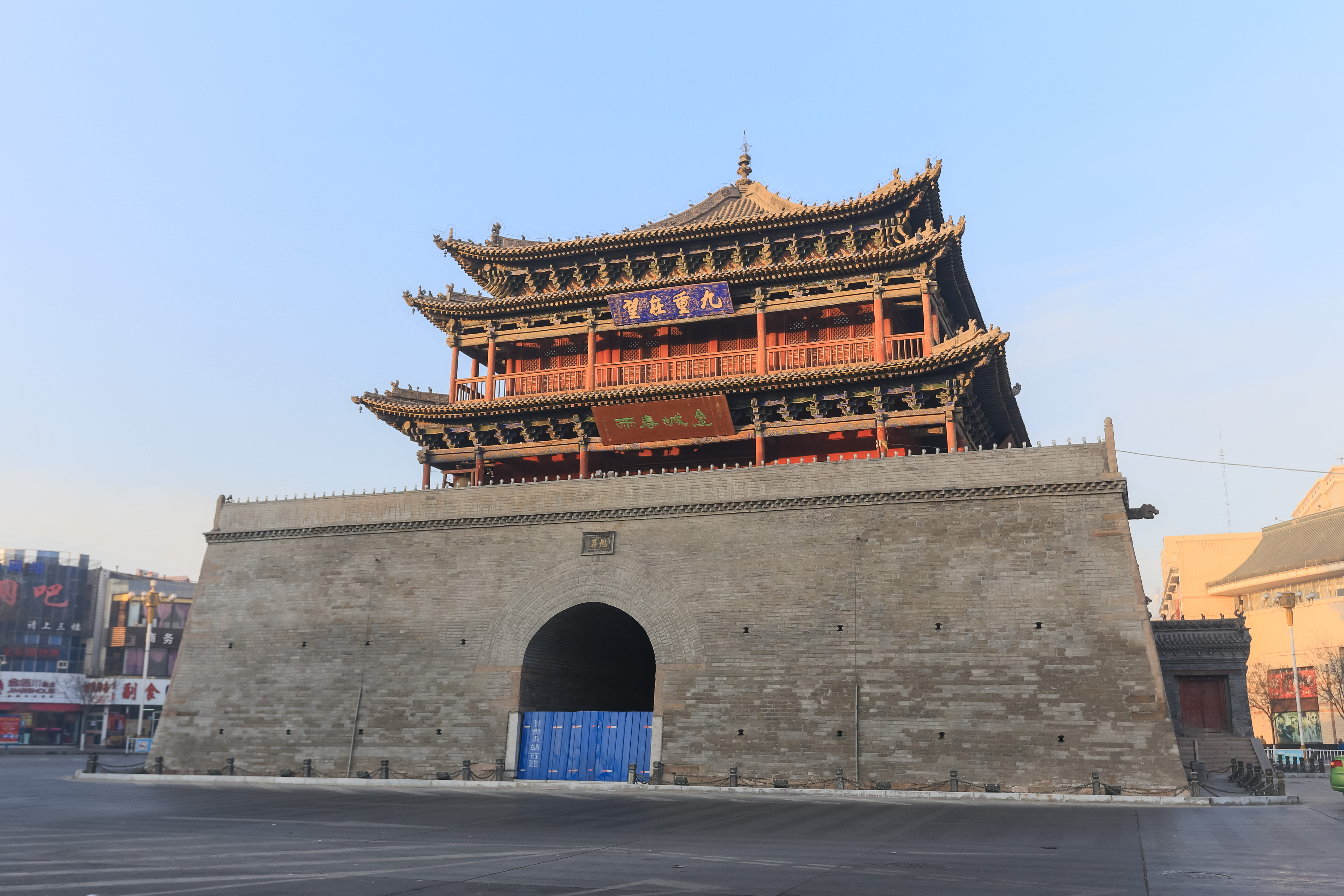
張掖鼓樓

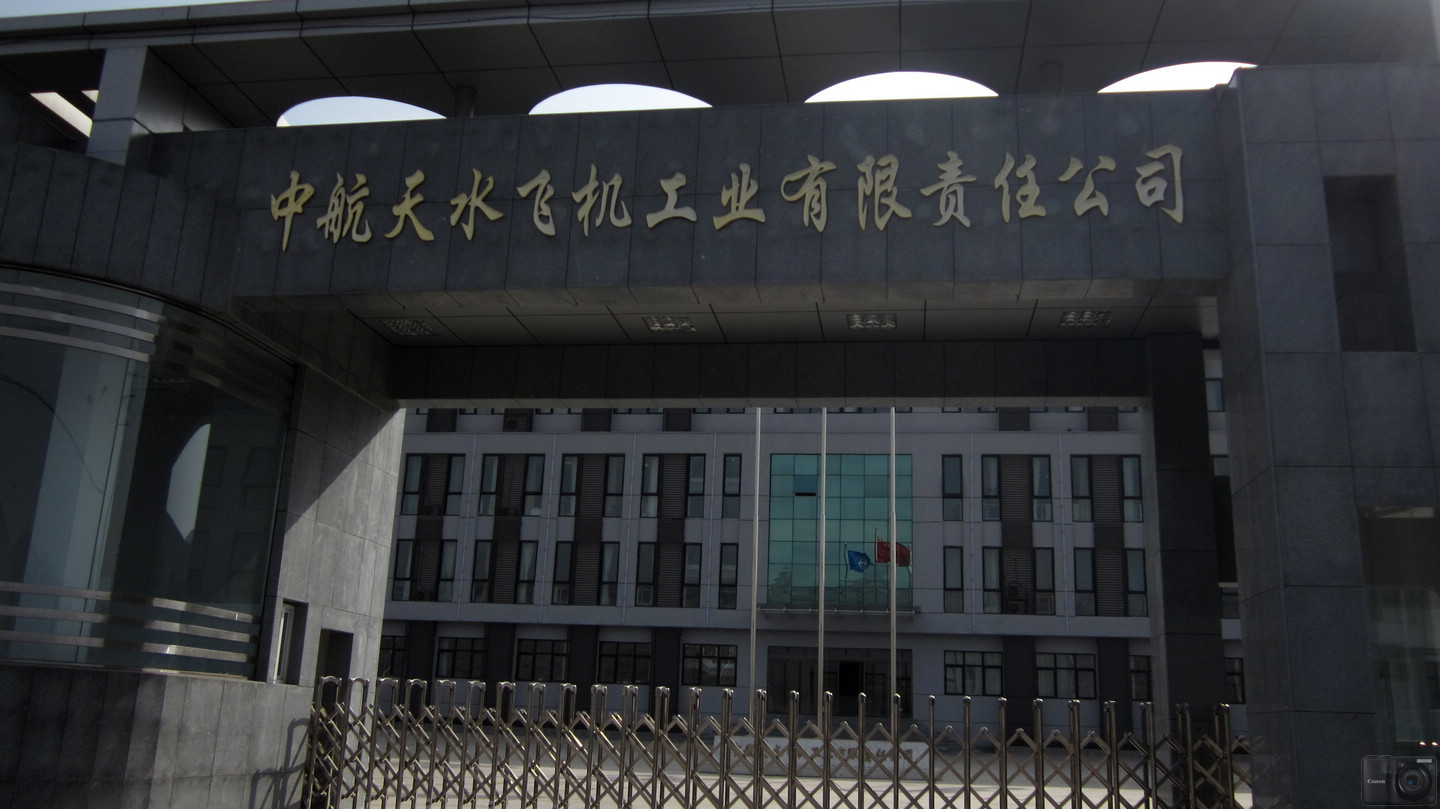
中航集團的天水飞机工业

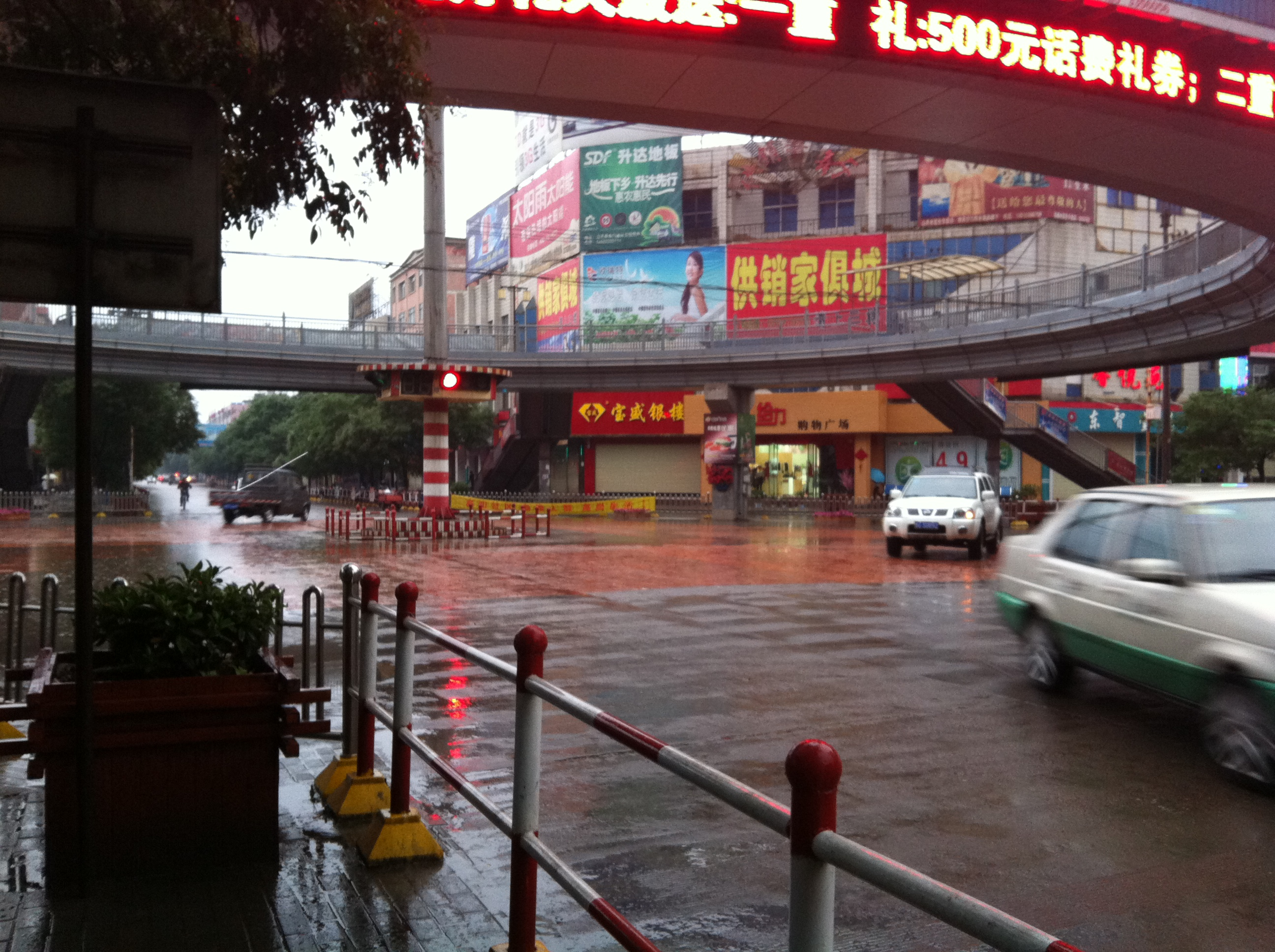
張掖市

甘肃省河西地区属于农业发达地区，国家商品粮基地，模式以绿洲农业为主，甘肃粮食主要出口地区。相对日照丰富，水果品质非常高，著名的兰州白兰瓜、秦安蜜桃远销全国多个城市以及静宁苹果在全国享有盛誉。东郭梨在成熟时须用木杆撑起枝条以防止压断树枝，此外尚有醉瓜（有酒香）、铁蛋瓜等多种瓜果。
河西走廊的张掖、武威、酒泉因位于丝绸之路的要道之上，又有雪水浇灌之利，历史上农牧业及商贸发达，被称作“金张掖、银武威、玉酒泉”。
地方小吃有闻名全国的兰州牛肉面、天水呱呱、静宁烧鸡、静宁锅盔、靖远酸烂肉、武威面皮子、张掖牛肉小饭、山丹炒拨拉、东乡手抓等。
地方特产有闻名全国的苦水玫瑰、静宁苹果、兰州百合、天梯山人参果、临泽小枣、兰州白兰瓜、民乐大蒜、唐汪杏等。
甘肃是新兴的工业基地，是石油工业、有色金属、钢铁工业和化工工业的重要基地。是新疆石油的主要加工地点，“兰炼”和“兰化”是中国石化工业的奠基和摇篮。甘肃也是中国镍、铝的主要产区和加工基地。酒泉航天中心是中国四个航天基地中最早建设的。
风能资源总储量为2.37亿千瓦，居中国第五位，其中可开发利用的风能资源总量为2,000万千瓦。
甘肃畜牧业发达，著名品种有“河曲马”和“欧拉羊”。山地牧草稀少，仅能供耐受艰苦环境的驴生长，形成了独特的驴类畜牧。

## 旅游
甘肃的旅游资源丰富，但旅游业亟待建设，独特的自然风景有丹霞地貌，雅丹地貌，沙漠地形；人文旅游资源有古城敦煌、夏河拉卜楞寺、天水麦积山石窟等。武威出土的汉代铜奔马更是中国旅游的标志。不仅如此，还有被称为“亚洲第一天然草场”的玛曲，怪石屹立的大峪沟，阿角沟。更有美味的蕨菜，蘑菇，狼肚，虫草等。
- 敦煌莫高窟（联合国教科文组织世界文化遗产，1987年）
- 鸣沙山月牙泉
- 榆林窟
- 黑山摩崖石刻
- 万里长城（世界文化遗产，1987年）
- 嘉峪关
- 刘家峡水库
- 和政古动物化石博物馆
- 大佛寺
- 木塔寺
- 马蹄寺石窟
- 夏河拉卜楞寺
- 甘肃省博物馆
- 张掖七彩丹霞
- 汉家马厩——山丹军马场
- 天梯山石窟
- 文庙
- 炳灵寺石窟
- 兴隆山
- 崆峒山
- 麦积山石窟（世界文化遗产）
- 兰州中山桥
- 天水伏羲庙
- 陇南杜甫草堂
- 陇上明珠——甘南桑科草原
- 净水明湖——文县天池
- 红色旅游：南梁、腊子口、哈达铺、会宁。

甘肃省内的全国重点文物保护单位，可参考甘肃全国重点文物保护单位列表。

## 文化
甘肃的地域文化为古老的秦陇文化的一部分，以黄河中上游的干支流河谷平原地带形成的典型旱作农耕文化为代表，曾在中国历史上产生深刻影响。
分类简介
- 饮食：主要为面食
- 戏曲：秦腔、安塞腰鼓、凉州贤孝
- 民居：土木结构 平房
- 服饰：1990年代前男性多穿毛装，女性穿着趋男性化。

国家历史文化名城：
- 第二批：武威、张掖、敦煌[17]
- 第三批：天水

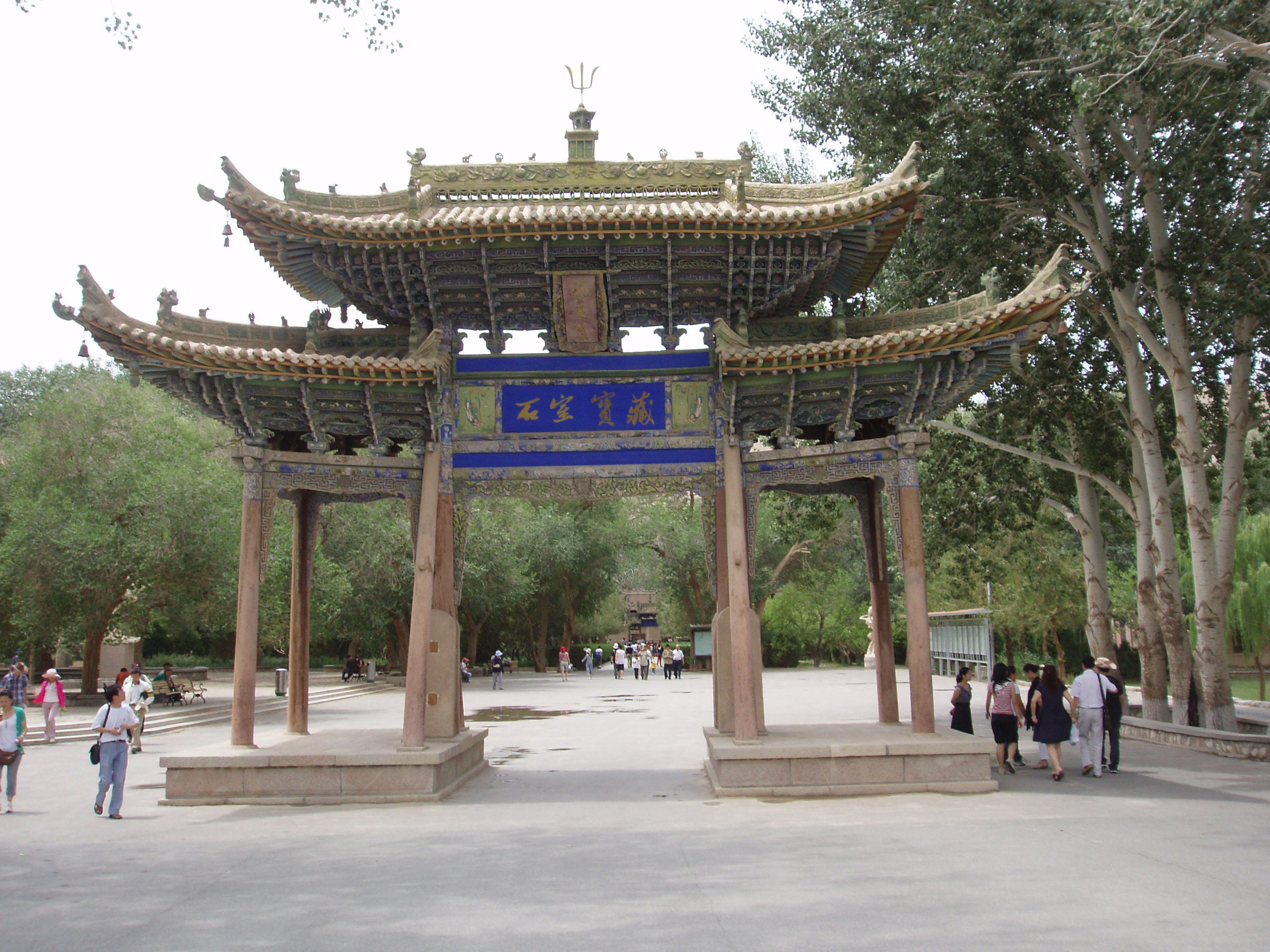
莫高窟大门
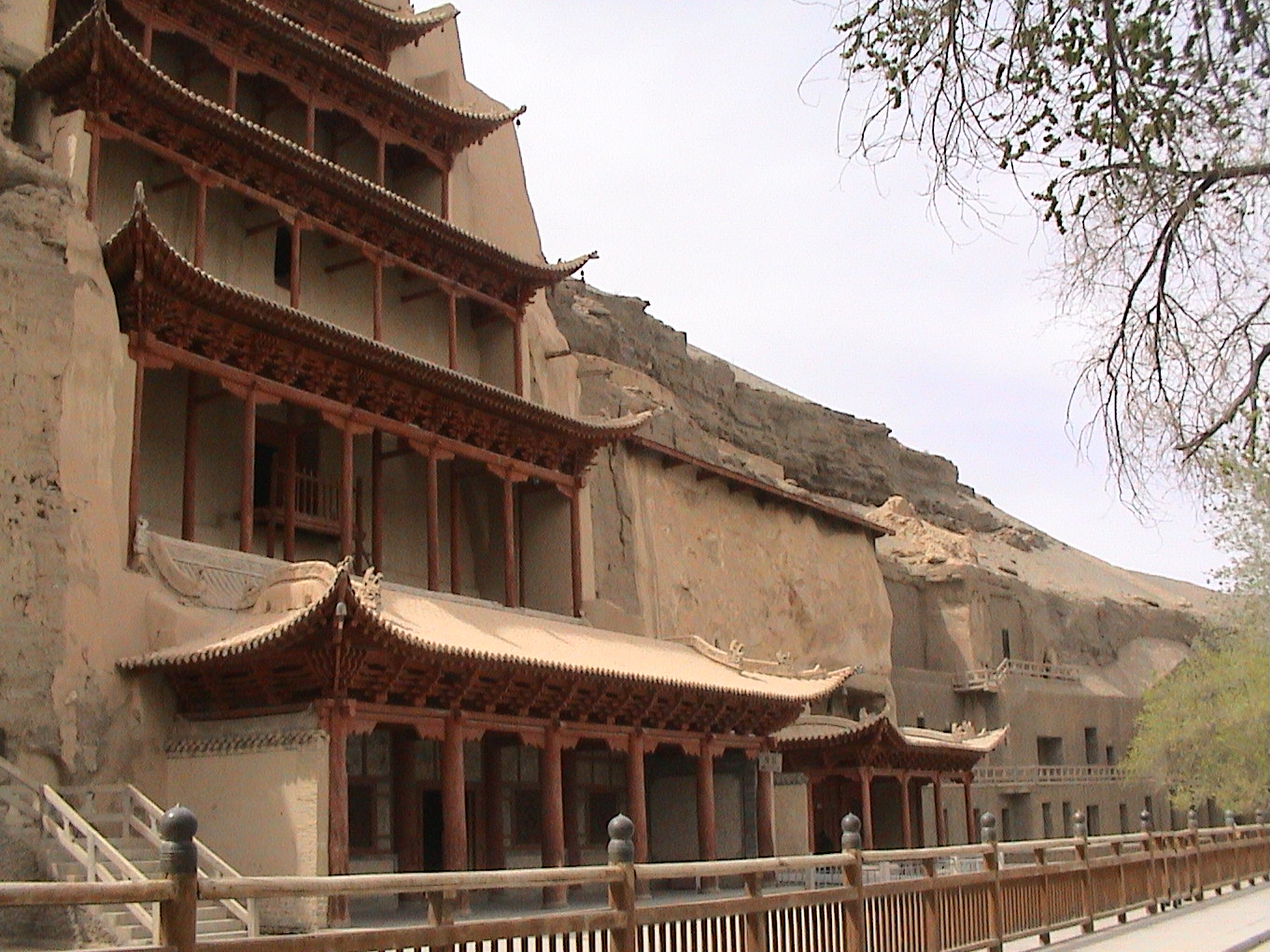
敦煌莫高窟
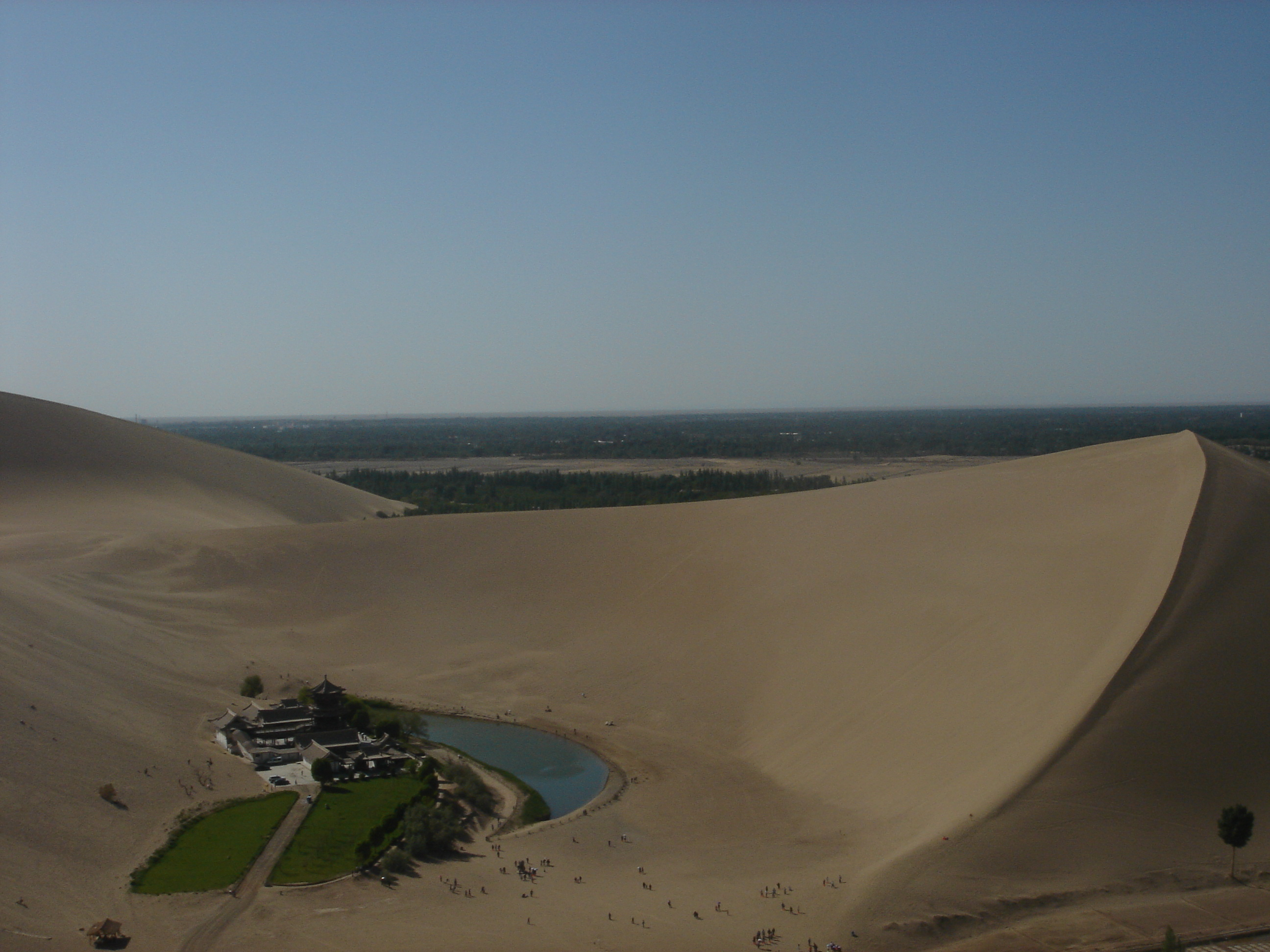
敦煌月牙泉
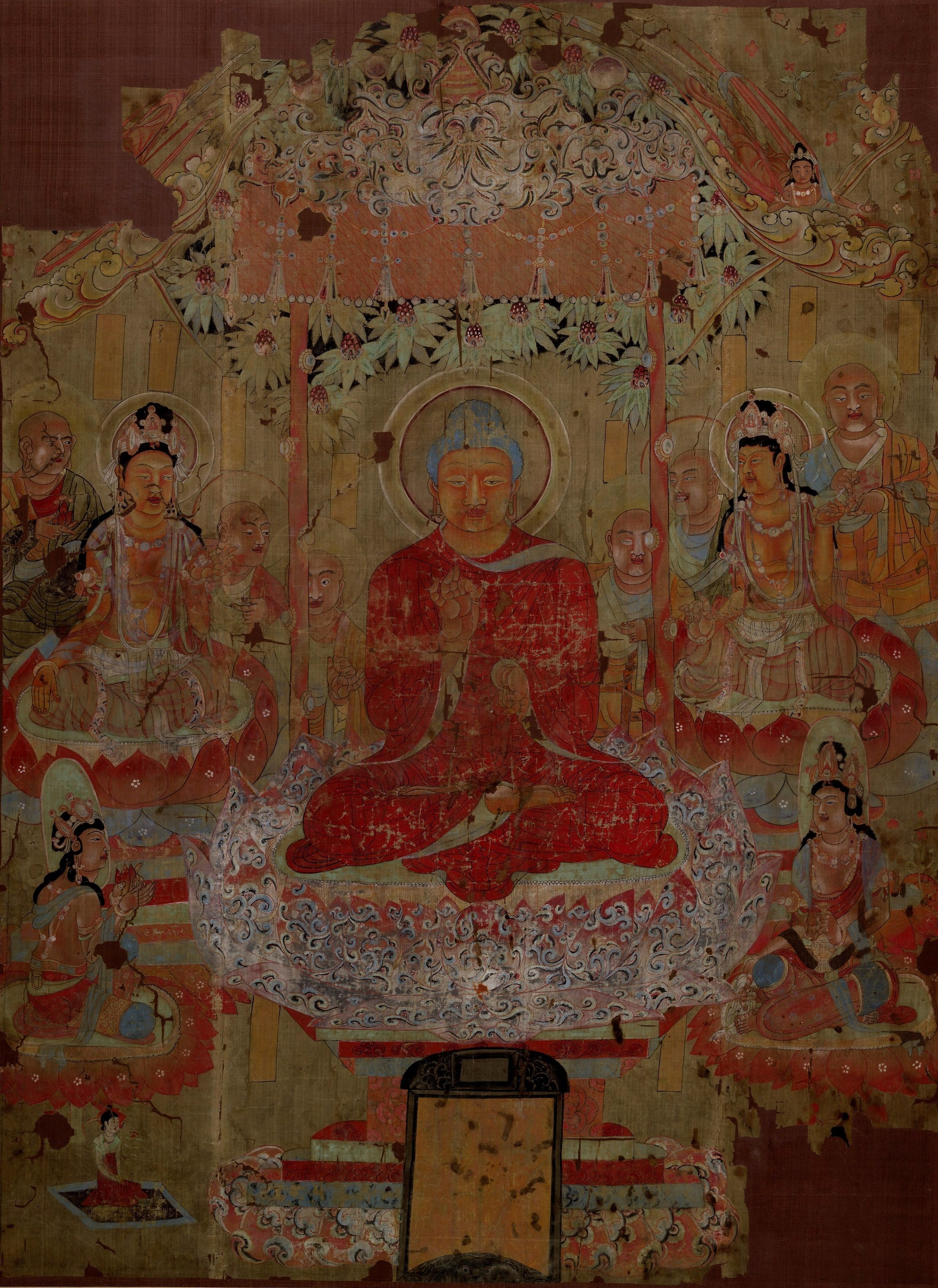
敦煌绢画
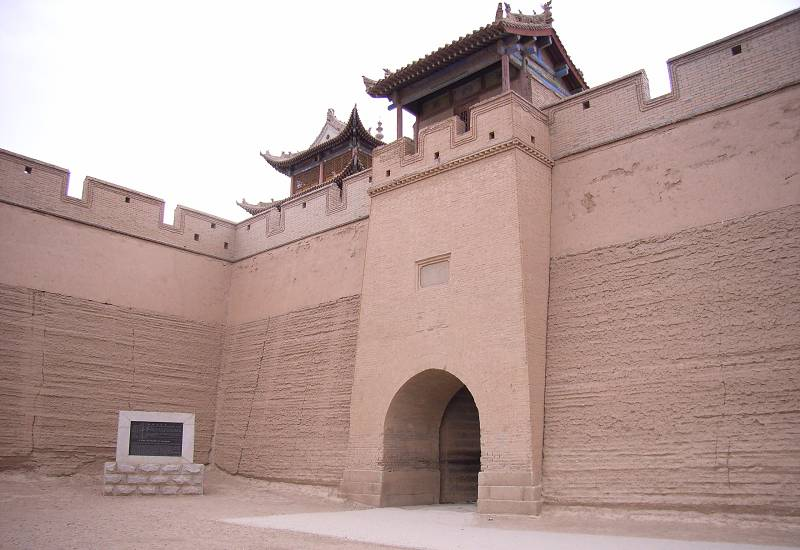
嘉峪关 关楼
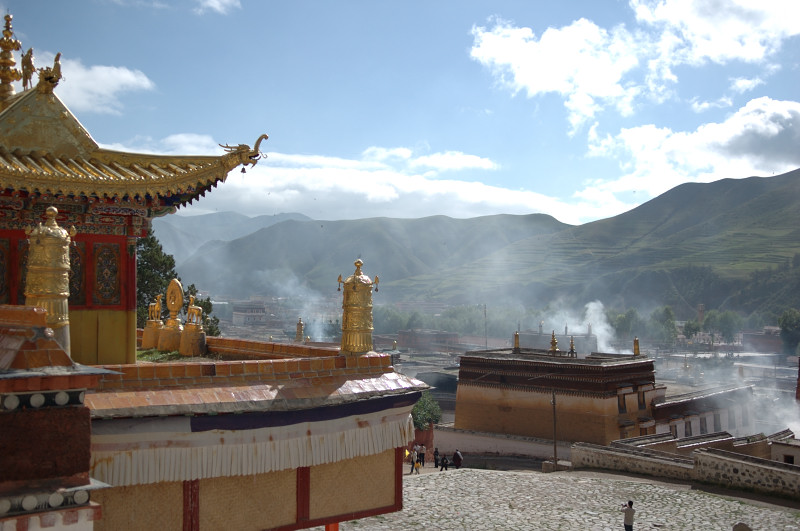
夏河县拉卜楞寺
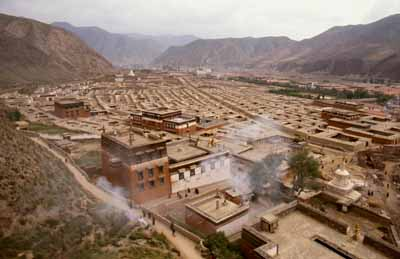
拉卜楞寺

### 宗教
甘肅宗教（2012）
根據2012年的一項調查，只有約12％的甘肅人口屬於有組織的宗教，最大的群體是佛教徒，佔8.2％，其次是穆斯林占3.4％，新教基督徒佔0.4％，公教基督徒佔0.1％，甘肅基督徒總數0.5％。大約88％的人口無宗教或信仰佛教，儒教，道教和中國民間信仰。
- 道教：可统计信徒21万多人，宗教活动场所212处。平凉崆峒山较著名。
- 佛教：可统计信徒80万人，其中藏传佛教45万人，主要为藏族、蒙古族、土族、裕固族[19]。汉传佛教35万多人。宗教活动场所682处。甘南的拉卜楞寺是藏传佛教黄教的六大宗主寺院之一。
- 亚伯拉罕诸教：
  - 伊斯兰教：穆斯林160万多人，主要为回族、东乡族、撒拉族、保安族、哈萨克族[19]。宗教活动场所3731处。有“四大教派”（格的目、伊赫瓦尼、西道堂和色来非耶）、“四大门宦”（哲赫忍耶、虎夫耶、库布忍耶和尕德忍耶）的分别。其中伊赫瓦尼、西道堂、色来耶和哲赫忍耶等教派和门宦的传始人均在甘肃。
  - 新教：可统计信徒6万人，宗教活动场所304处。系由15个教派联合而成：中华基督教会、内地会、宣道会、神召会、福音会、协同会、基督复临安息日会、基督徒聚会处、浸信会、真耶稣教会等。
  - 天主教：可统计信徒3万多人，宗教活动场所83处。

| - 蘭州禪院 - 蘭州府城隍廟 - 佛寺上的南無阿彌陀佛佛號 - 拉卜楞寺僧舍 - 臨夏縣鄉村的寺廟 - 伏羲廟牌坊 |

## 教育
甘肃省拥有以兰州大学为首的众多高等教育机构。其中兰州大学位列“211工程”、“985工程”大学行列，入选国家“珠峰计划”、“2011计划”、“111计划”、“卓越法律人才教育培养计划”、“卓越农林人才教育培养计划”、“国家大学生创新性实验计划”、“海外高层次人才引进计划”，上海合作组织大学成员，设有研究生院，是一所综合性全国重点大学和中国西北地区重点教育枢纽。据美国《科学引文索引》（SCI）统计，兰州大学是中国在国际学术刊物上发表论文最多、引用率较高的大学之一。

## 交通
甘肃因其地理特征（狭长的一字型走廊），自古就是交通要道，并在现代构成了交通、通讯、能源大通道。

### 公路
省内有109、212、213、215、227、309、310、312、316国道过境，高速公路纵贯甘肃全境。

### 铁路
1945年抗日战争结束前夕陇海铁路通车至天水。1952年天兰铁路建成通车，1956年兰新铁路建成通车，1980年代从乌鲁木齐至哈萨克斯坦的铁路通车，现在甘肃已经成为连接连云港到伦敦的亚欧大陆桥的重要组成部分。目前，甘肃省主要的铁道路线有：陇海线、兰新线、包兰线、兰青线、干武线、敦煌线、兰渝线、天平铁路、兰中城际铁路、徐兰客运专线、兰新客运专线、银兰高速铁路，以及建设中的兰合铁路和兰张高速铁路。

### 民航
至2023年，甘肃省共有兰州、嘉峪关酒泉、天水、庆阳、敦煌、金昌、张掖、甘南、陇南九座机场。另有临夏、平凉、武威三座机场规划或在建。

### 能源
西气东输管道过境。
| 甘肃省 | 兰州市 | 嘉峪关市 | 金昌市 | 白银市 | 天水市 | 酒泉市 | 张掖市 | 武威市 | 定西市 | 陇南市 | 平凉市 | 庆阳市 | 临夏回族自治州 | 甘南藏族自治州 |
| ------ | ------ | -------- | ------ | ------ | ------ | ------ | ------ | ------ | ------ | ------ | ------ | ------ | -------------- | -------------- |
| 甘     | 甘A    | 甘B      | 甘C    | 甘D    | 甘E    | 甘F    | 甘G    | 甘H    | 甘J    | 甘K    | 甘L    | 甘M    | 甘N            | 甘P            |

## 政治

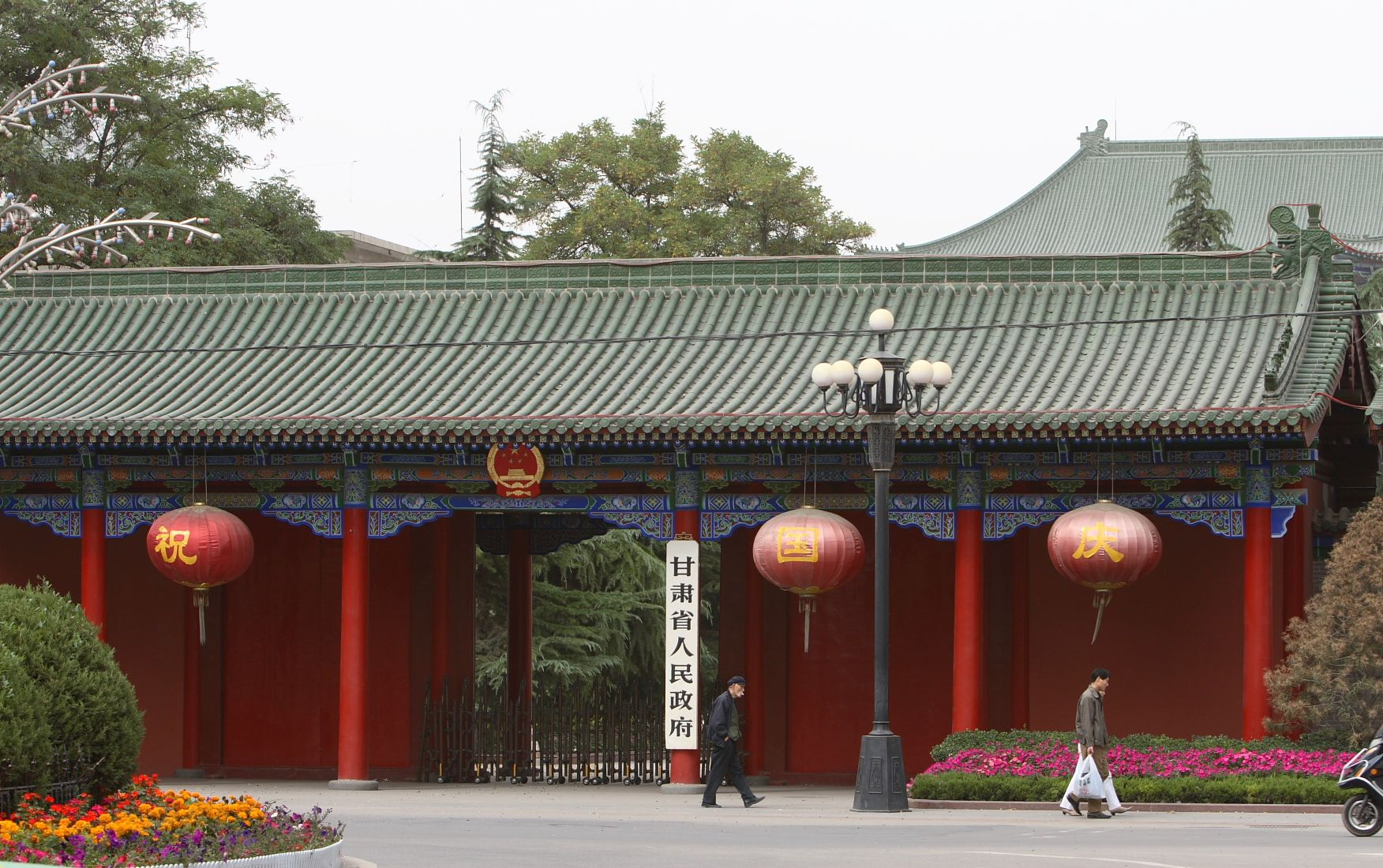
甘肃省人民政府大门

| 机构     | · 中国共产党 · 甘肃省委员会 | 甘肃省人民代表大会 常务委员会 | 甘肃省人民政府    | · 中国人民政治协商会议 · 甘肃省委员会 |
| 职务     | 书记                        | 主任                          | 省长              | 主席                                  |
| -------- | --------------------------- | ----------------------------- | ----------------- | ------------------------------------- |
| 姓名     | 胡昌升                      | 胡昌升                        | 任振鹤            | 庄国泰                                |
| 民族     | 汉族                        | 汉族                          | 土家族            | 汉族                                  |
| 籍贯     | 江西省高安市                | 江西省高安市                  | 湖北省鹤峰县      | 福建省泉州市                          |
| 出生日期 | 1963年12月（61歲）          | 1963年12月（61歲）            | 1964年2月（61歲） | 1962年4月（63歲）                     |
| 就任日期 | 2022年12月                  | 2023年1月                     | 2021年1月         | 2022年1月                             |